# Tontelea corymbosa
Tontelea corymbosa är en benvedsväxtart som först beskrevs av Huber, och fick sitt nu gällande namn av Albert Charles Smith. Tontelea corymbosa ingår i släktet Tontelea och familjen Celastraceae. Inga underarter finns listade.